# Michael Ronda

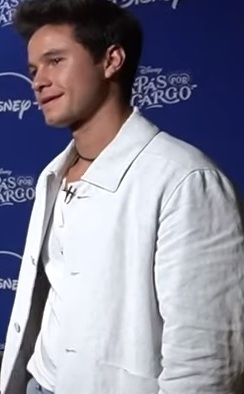
Michael Ronda, 2022

Michael Ronda (* 28. September 1996 in Mexiko-Stadt) ist ein mexikanischer Schauspieler und Sänger.

## Leben und Karriere
Ronda wurde im September 1996 in Mexiko-Stadt als Sohn des Italieners Davide Ronda und der Mexikanerin Vicky Escobosa geboren. Er hat eine ältere Schwester, Alessandra, und einen jüngeren Bruder, Kevin. Als er aufwuchs, wollte er Profifußballer werden, doch dann entdeckte er seine Leidenschaft für die Schauspielerei.
Erste Schauspielerfahrungen konnte Ronda 2011 sammeln. Er verkörperte Camilo Galván in der Telenovela La Fuegte Ronda mit der Rolle des Alfonso „Poncho“ in der Anthologieserie Como Dice El Dicho. Zunächst als Nebendarsteller engagiert, wurde seine Rolle mit der zweiten Staffel zur Hauptrolle ausgebaut. Ronda war von März 2011 bis Februar 2015 in der Serie zu sehen.
Von 2016 bis 2018 verkörperte Ronda die Hauptrolle des Simón in der argentinischen Disney-Channel-Telenovela Soy Luna. Für die Rolle lernte er Gitarre spielen. Bei Soy Luna lernte Michael auch seine Freundin Ana Jara Martinez kennen. Wenig später trennten sich die beiden allerdings wieder.

## Filmografie
- 2011: La Fuerza del Destino (Fernsehserie)
- 2011: La Noche del Pirata (Film)
- 2011: Bacalar (Film)
- 2011–2015: Como Dice El Dicho (Fernsehserie)
- 2016–2018: Soy Luna (Fernsehserie)
- 2018: 11 (Fernsehserie)
- 2020–2022: Control Z (Fernsehserie)
- seit 2022: Papas auf Anfrage (Fernsehserie)